# 木津城 (山城国)
木津城（きづじょう）は、京都府木津川市の木津川左岸の城山にあった中世の日本の城（山城）。

## 概要
築城年は不明だが、康正3年（1457年）に畠山義就の攻撃を受けた木津氏が木津城を自焼させたという記事がある。応仁の乱の際には大内政弘が文明2年（1470年）に山城南部に侵攻したため、大和国人筒井順永らが大和と山城を繋ぐこの城を拠点としていた。
文明9年（1477年）に再度木津氏らが自焼、戦国時代末期には三好三人衆の1人三好政康の勢力下にあったが、永禄10年（1568年）の織田信長の入京後は使われなくなった。